# ادولفو، ماسوویان ویودشیپ
ادولفو، ماسوویان ویودشیپ (به لاتین: Adolfów, Masovian Voivodeship) یک منطقهٔ مسکونی در لهستان است که در Gmina Ceranów واقع شده‌است.

## خصوصیات
ادولفو ۶۰ نفر جمعیت دارد.